# Wilhelm Semler

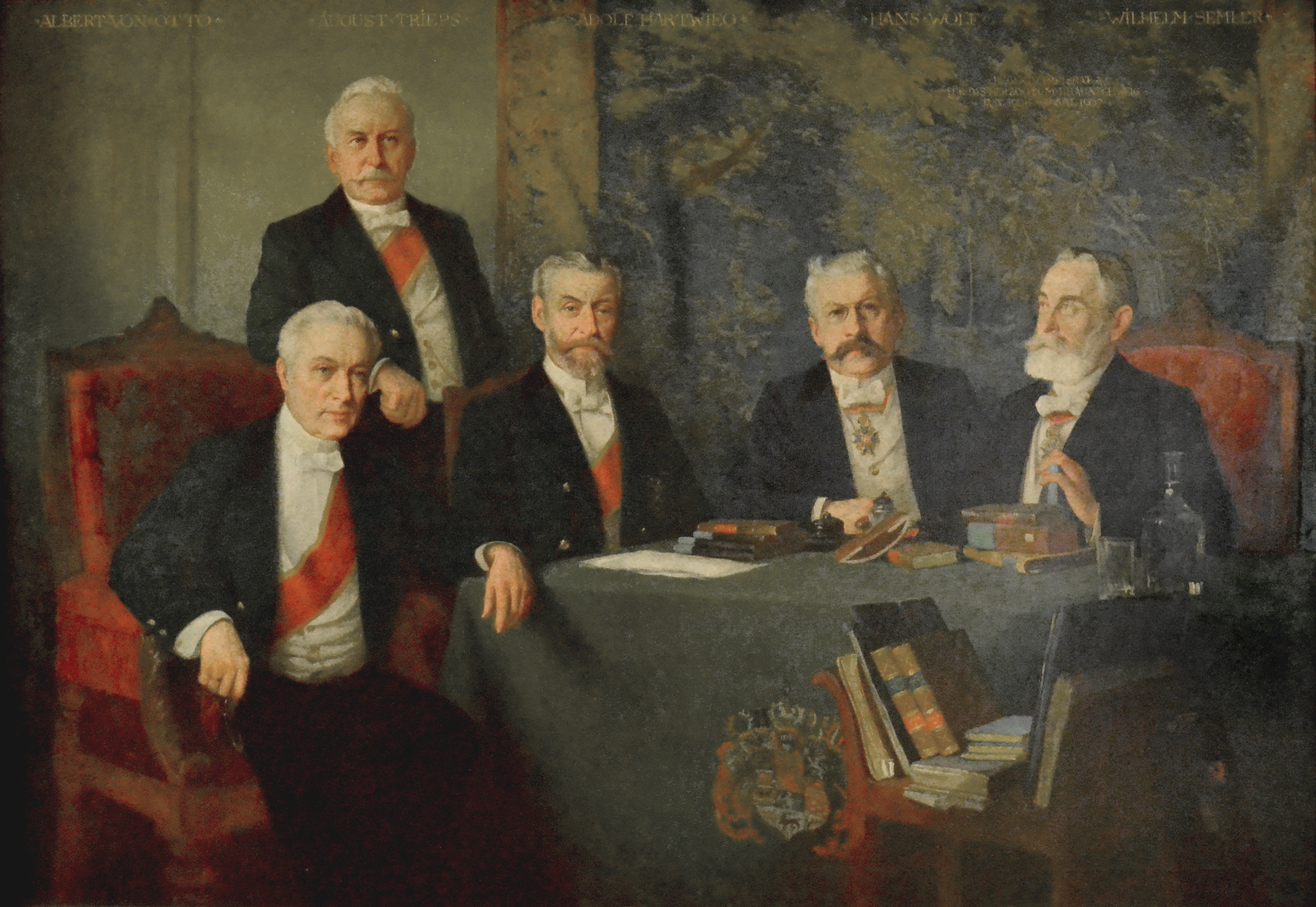
Die Mitglieder des zweiten Braunschweigischen Regentschaftsrates (v. l. n. r.): Albert von Otto, August Trieps, Adolf Hartwieg, Hans Wolf und Wilhelm Semler (Gemälde von Moritz Röbbecke von 1909).

Wilhelm Semler (* 8. März 1844 in Warberg; † 21. September 1929 in Braunschweig) war ein deutscher Jurist und Politiker und Präsident des Braunschweigischen Landtags.

## Leben
Semlers Vater war Pastor und 1853 mit seiner Familie nach Braunschweig gezogen, wo Wilhelm Semler am Martino-Katharineum das Abitur ablegte. Anschließend studierte er in Göttingen, Berlin und Heidelberg Jura. Ab 1869 war Semler in Braunschweig als Anwalt tätig. Wegen seiner wirtschaftlichen Expertise war er Mitglied in Vorständen zahlreicher Braunschweiger Unternehmen, so der Braunschweigischen Maschinenbauanstalt und der Braunschweigischen Landes-Eisenbahn.
Seit 1894 war Semler Mitglied des Braunschweigischen Landtages, dessen Präsident er von 1904 bis 1909 war. Als Landtagspräsident war er auch Mitglied des zweiten Regentschaftsrates des Herzogtums Braunschweig. Zudem war er seit 1904 Mitglied des Braunschweigischen Stadtverordnetenversammlung, deren erster Vorsitzender er knapp 20 Jahre später war. 1909 legte Semler alle politischen Ämter nieder.
Sein Sohn Kurd Semler war von 1952 bis 1954 Oberbürgermeister der Stadt Braunschweig.